# David Strasmann

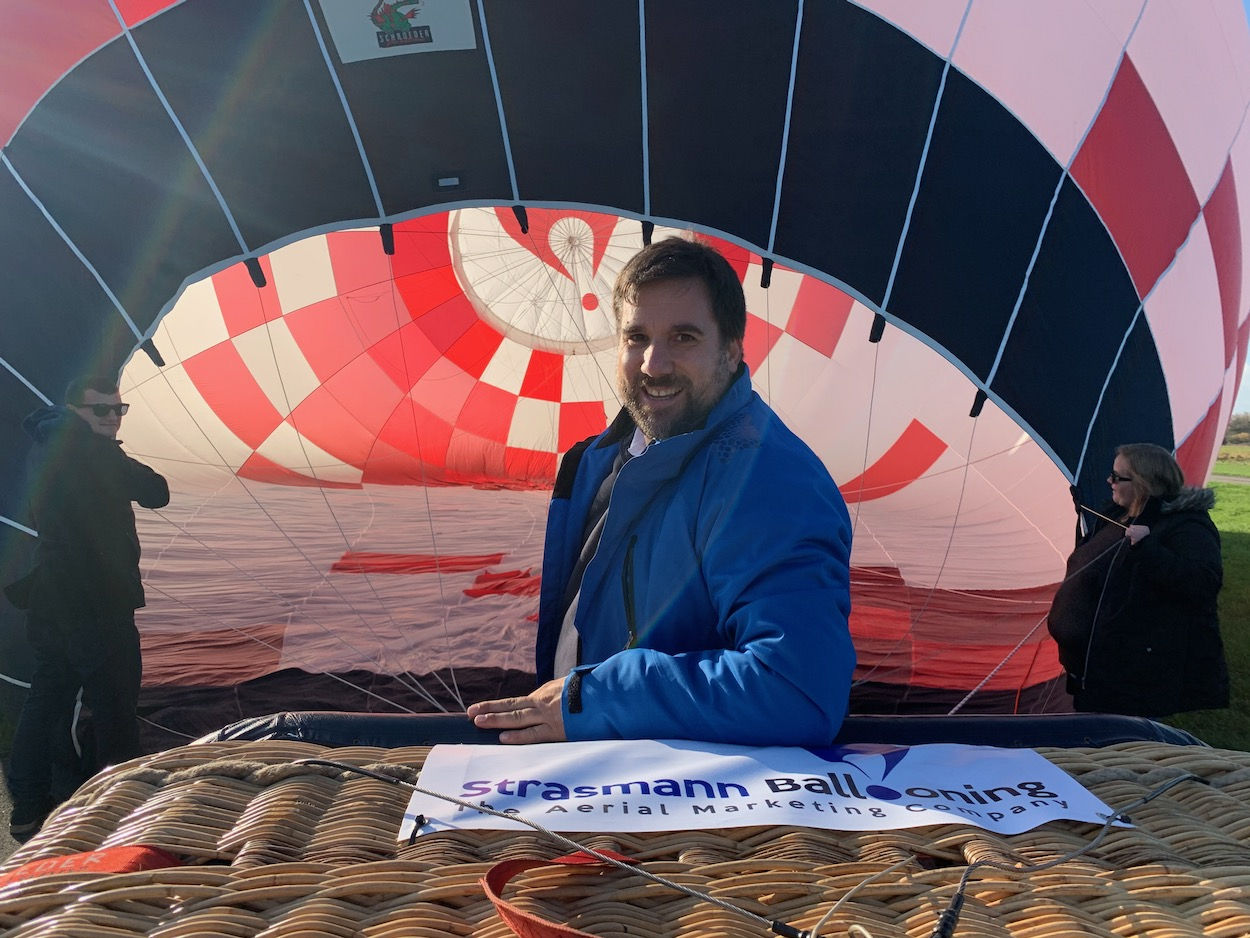
David Strasmann, 2019

David Strasmann (* 18. Juni 1981 in Solingen) ist ein deutscher Gasballon- und Heißluftballon-Fahrer. Er ist unter anderem mehrmaliger Deutscher Juniorenmeister im Heißluftballonfahren sowie Deutscher Meister 2010, 2014, 2019, und 2022. Im Jahr 2015 gewann er die World-Air-Games in der Disziplin Heißluftballon.

## Leben
David Strasmann erwarb 1999 die Piloten-Lizenz, ist Lehrer und Flight Instruktor für Gas- und Heißluftballone und hat seither über 1900 Fahrten mit dem Gas- und Heißluftballon unfallfrei im Fahrtenbuch.
Seit 2000 ist er Mitglied des „Ballon Club Mülheims 1979 e.V.“ und saß diesem 10 Jahre als 1. Vorsitzender vor. Seine erste internationale Teilnahme absolvierte er 2007 in Mainfond (Frankreich) auf der Coupé d´Europe und belegte als bester Deutscher Platz 2.
2009–2023 war David Strasmann dauerndes Mitglied der Deutschen Heißluftballon Nationalmannschaft des DAeC. Er belegt regelmäßig Spitzenplätze auf internationalen und nationalen Meisterschaften und ist Platz 8 der Weltrangliste (Stand 2023)..
Strasmann lebt und arbeitet in der Schweiz und ist bei der Blaser Swisslube AG global für die Ballonaktivitäten als Global Balloon Marketing Manager zuständig und wird in Zukunft auch für die Schweiz International antreten.

## Sportliche Erfolge
- Platz 1, Deutscher Juniorenmeister 2005, Riesa
- Platz 7, Mobil Lux Trophy + World Honda Grand Prix 2006, Echternach (LUX)
- Platz 2, Vize Deutscher Juniorenmeister 2006, Riesa
- Platz 2, Coupé d´Europe 2007, Mainfond (Frankreich)
- Platz 2, Deutscher Vize Juniorenmeister 2007, Gera
- Platz 4, Deutsche Meisterschaft 2008, Frankenthal
- Platz 1, Deutscher Juniorenmeister 2008, Heldburg
- Platz 3, Qualifikationsrangliste Deutschland 2008
- Platz 1, Deutscher Juniorenmeister 2009, Gera
- Platz 1, Thüringer Meisterschaft 2009, Heldburg
- Platz 1, NRW Landesmeister 2009, Wiehl
- Platz 7, Europameisterschaft 2009, Brissac (Frankreich)
- Platz 3, Qualifikationsrangliste Deutschland 2009
- Platz 1, Luxemburgische Meisterschaften 2010, La Rochette (LUX)
- Platz 2, World Balloon Trophy 2010, Echternach (LUX)
- Platz 1, Deutscher Meister 2010, Waidhofen an der Thaya (Österreich)
- Platz 5, Schweizer Meisterschaften 2012, Bischofszell
- Platz 1, Luxemburgische Meisterschaften 2013, La Rochette (Lux)
- Platz 1, Deutscher Meister 2014, Puch bei Weiz (Österreich)
- Platz 1, World Air Games 2015, Dubai (Vereinigte Emirate)
- Platz 1, Swiss Cup (Schweizer Meisterschaften) 2016, Burgdorf (Schweiz)
- Platz 7, Deutsche Meisterschaften 2016
- Platz 19, Weltmeisterschaft 2016, Saga (Japan)
- Platz 2, World Ranking List 2016
- Platz 2, World Ranking List 2017
- Platz 2, World Ranking List 2018
- Platz 1, Deutscher Meister 2019, Pforzheim
- Platz 8, Europameisterschaft 2019, Manacor (Mallorca, Spanien)
- Platz 1, Deutsche Rangliste 2019
- Platz 2, World Ranking List 2019
- Platz 5, Deutsche Rangliste 2020
- Platz 4, Schweizer Meisterschaft 2021 (Affoltern im Emmental)
- Platz 6, Deutsche Meisterschaft 2021 (Tegernsee)
- Platz 4, Open Andalucia Championships (Spanien)
- Platz 1, Deutscher Meister 2022 (Heldburg)
- Platz 16, Weltmeisterschaft 2022 (Ungarn)
- Platz 8, World Ranking List, 2023
- Platz 1, Albuquerque Balloonfiesta, 2023 (USA)
- Platz 6, Saga International Balloonfiesta, 2023 (Japan)
- Platz 10, Swiss Nationals 2024, (Gossau)